# Anisozyga nigrimaculata
Anisozyga nigrimaculata är en fjärilsart som beskrevs av W. Warren 1897. Anisozyga nigrimaculata ingår i släktet Anisozyga och familjen mätare. Inga underarter finns listade i Catalogue of Life.